# Heksenbron van Tuhala

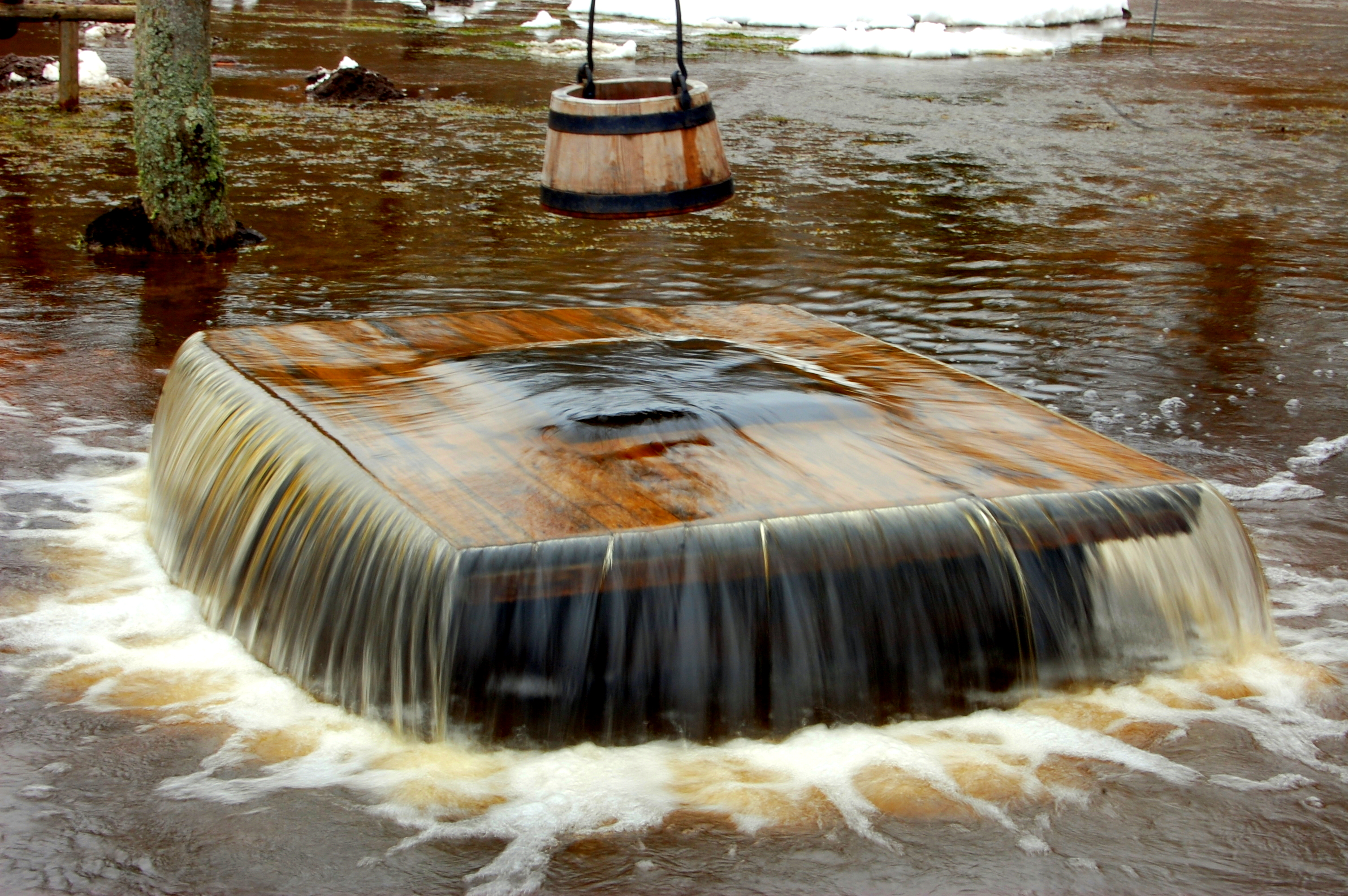
De Heksenbron van Tuhala

De Heksenbron van Tuhala (Estisch: Tuhala Nõiakaev) is een karstbron gelegen in de Estische provincie Harjumaa. De dichtstbijzijnde plaatsen zijn Oru, Tammiku, Kata en Tuhala. Bij hevige sneeuw- of regenbuien kan het gebied rondom de bron tijdelijk overstromen. Dit fenomeen gebeurt meestal in de lente, wanneer er veel sneeuw smelt en de bron meer water te verwerken heeft. Deze bron wordt gevoed door de (deels) ondergrondse rivier de Tuhala, die onder meer ook de Kuierivier voedt.
De Heksenbron van Tuhala was tussen 1987 en 2013 het onderwerp van een lange strijd van burgers tegen mijnbouwbedrijven die nieuwe kalksteengroeven wilden openen en zo een bedreiging vormden voor de natuur aldaar.

## Tuhala karstgebied
De Heksenbron van Tuhala is een van de vele karstbronnen in het Tuhala karstgebied, een gebied met vele karstbronnen, ondergrondse rivieren, zinkgaten en tijdelijke rivieren. Dit is tevens een beschermd natuurgebied, dat in totaal zo’n 188 hectare omvat. De belangrijkste rivieren die door dit gebied stromen zijn wederom de Tuhala en de Kuie.

## Hydrologie en geologie
Het water in de Heksenbron van Tuhala is afkomstig uit de Tuhala rivier die via een systeem van ondergrondse grotten de heksenbron bereikt. Ongeveer twee kilometer zuidwesten van de Heksenbron van Tuhala zinkt al het water van de Tuhala in drie zinkgaten. Twee van deze zinkgaten zijn de Ämaauk en Äiaauk. Aangezien er drie zinkgaten zijn, zijn er drie ondergrondse vertakkingen ontstaan, waarvan de middelste de Heksenbron van Tuhala voedt.
Bij een normale waterstand in de rivier (3 m³/s) komt er geen water uit de bron, maar bij een afvoer van 5 kubieke meter in de Tuhala en een waterstand 2,35 meter begint er water uit de bron te stromen. Bij deze waterstand bedraagt het effluent uit de heksenbron 100 liter per seconde. Het overstromen van de bron kan op hele onverwachte momenten voorkomen. Zo kan het voorkomen dat er een paar jaren geen water uit de bron komt (langste periode ooit 1972-1976), terwijl hij ook meerdere keren in één jaar kan overstromen (een maximumaantal van 6 keer, in 1981). Dit houdt eigenlijk in dat de waterstand van zowel de rivier als de bron sterk kan verschillen.

## Etymologie

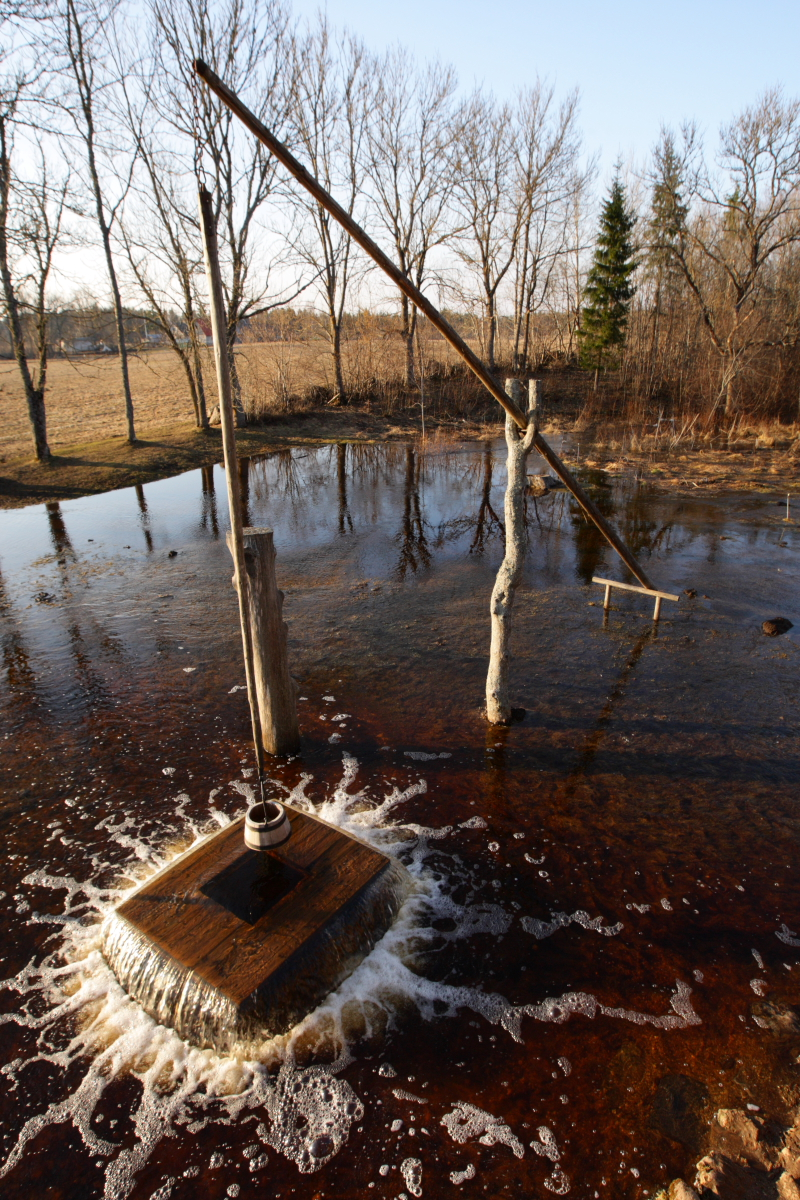
De Heksenbron van Tuhala tijdens een overstroming

De naam "heksenbron" is afkomstig uit een oud volksverhaal. Het verhaal gaat namelijk dat er heksen aanwezig zijn die ondergronds een bad nemen. Zodra de heksen een bad nemen, overstroomt het gebied rondom de bron. In het Estisch heet de Heksenbron van Tuhala Tuhala nõiakaev, of kortweg gewoon Nõiakaev. Een minder gebruikte vorm in het Estisch luidt als Tuhala nõiakäev, Nõiakäev.
In het Duits, vroeger een belangrijke taal in Estland, luidt de volledige naam van de Heksenbron als Hexenbrunnen von Tuhala. Kaev, het laatste woord in de Estische naam, heeft in tegenstelling tot het laatste woord in de Nederlandse naam (bron) een hele andere betekenis. Kaev betekent namelijk letterlijk Waterput. 

## Galerij

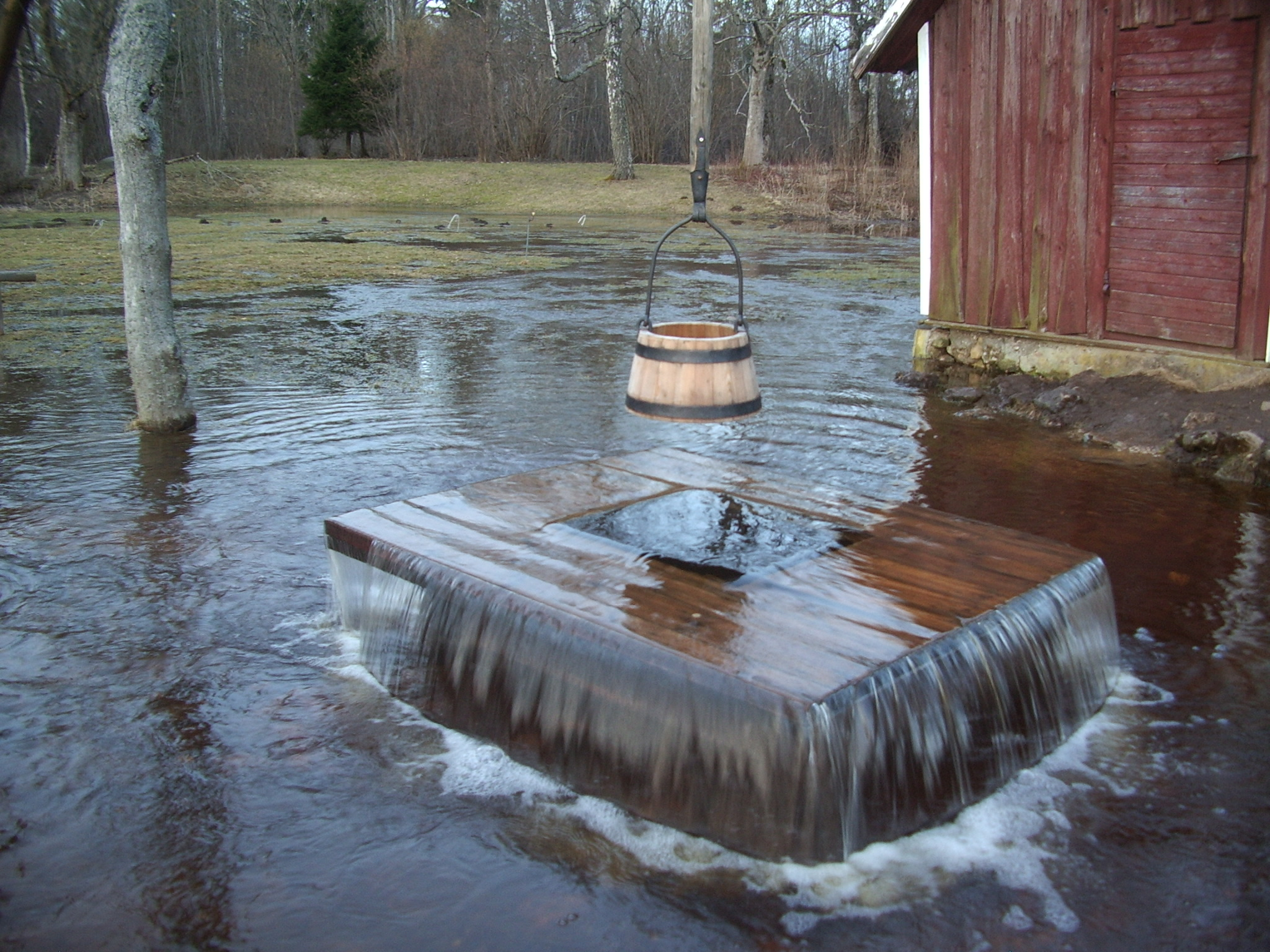
in 2009
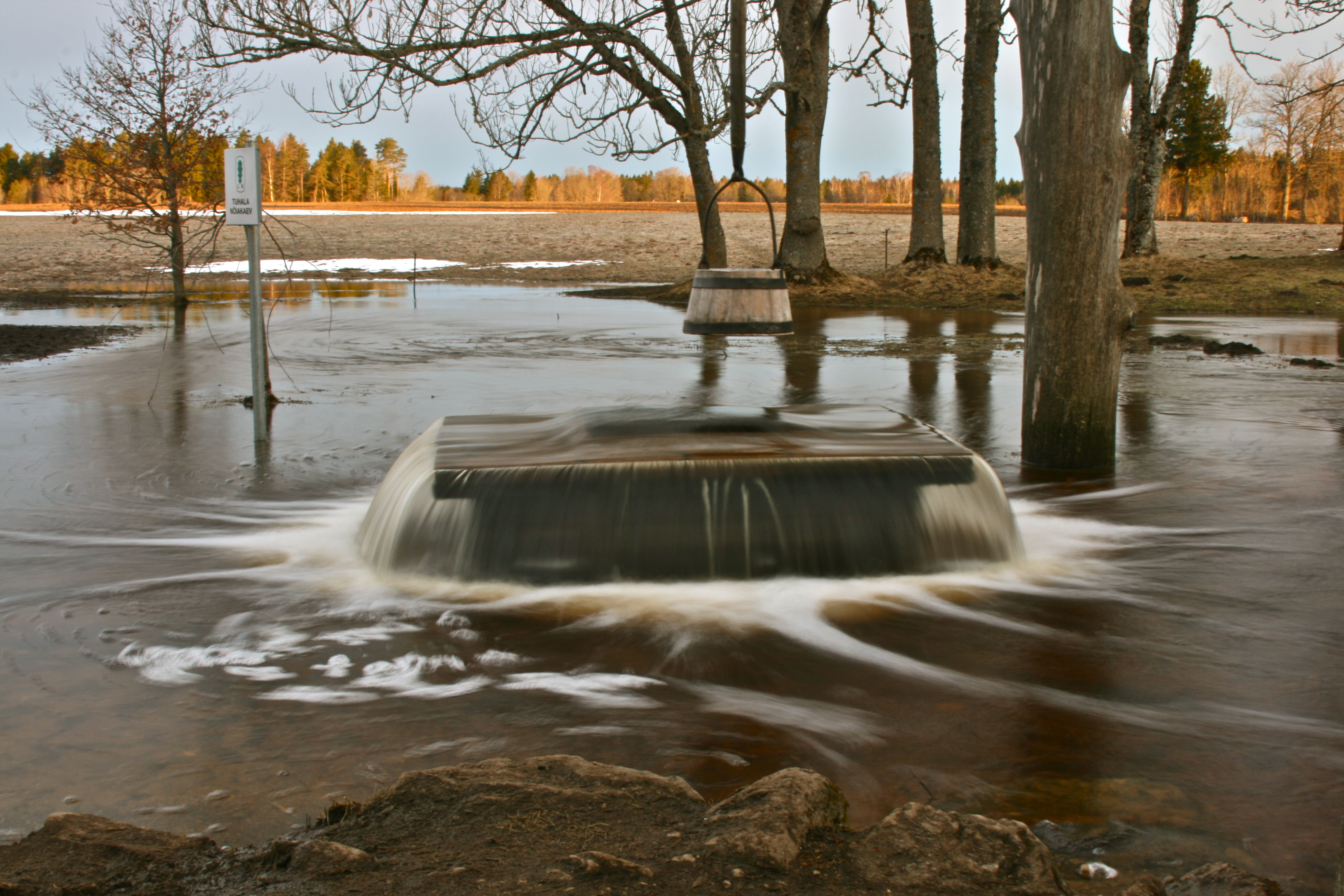
Heksenbron van Tuhala
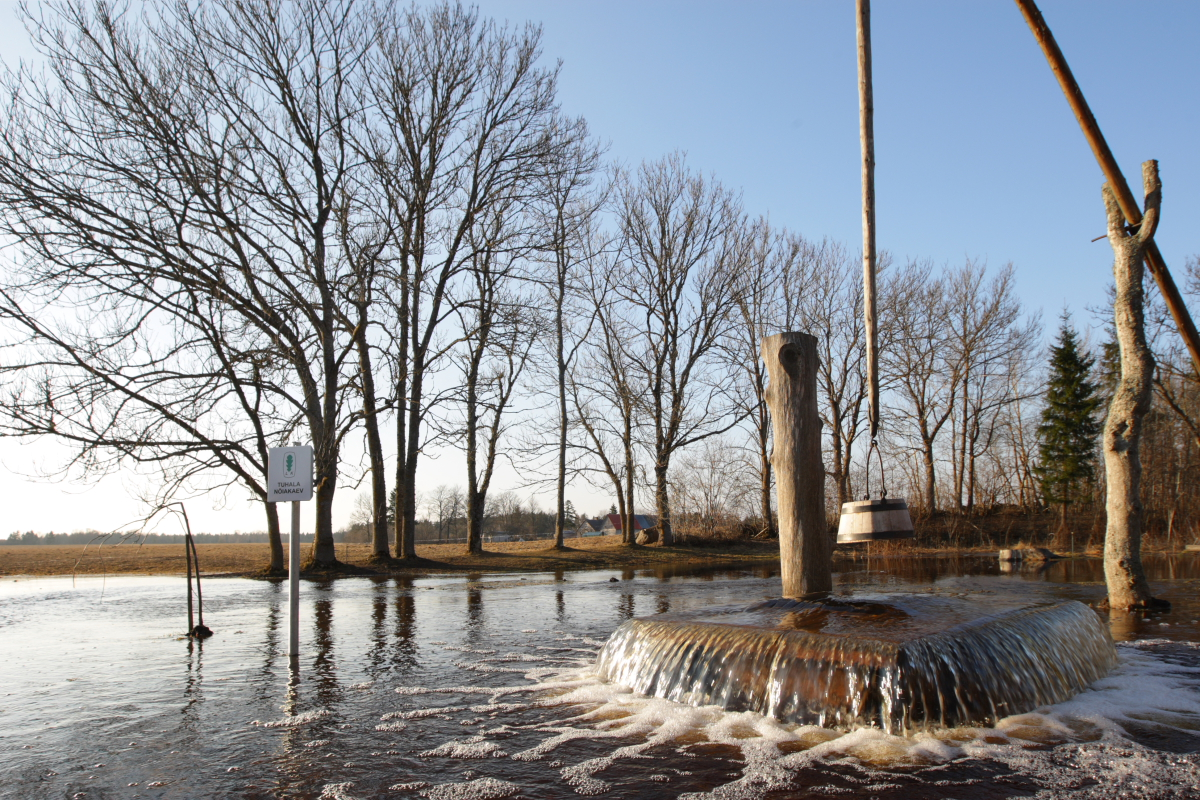
in 2010
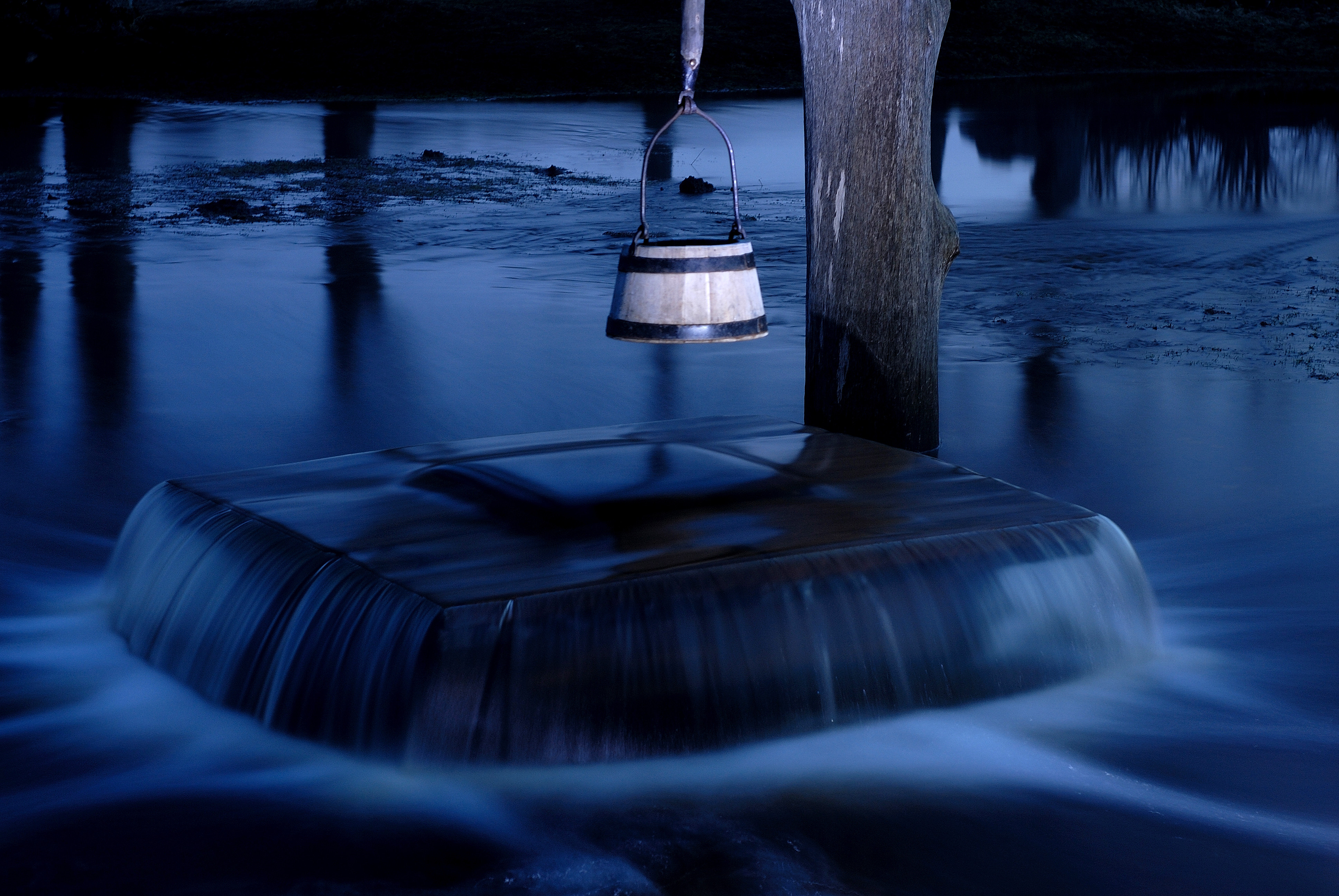
De heksenbron van Tuhala bij nacht.
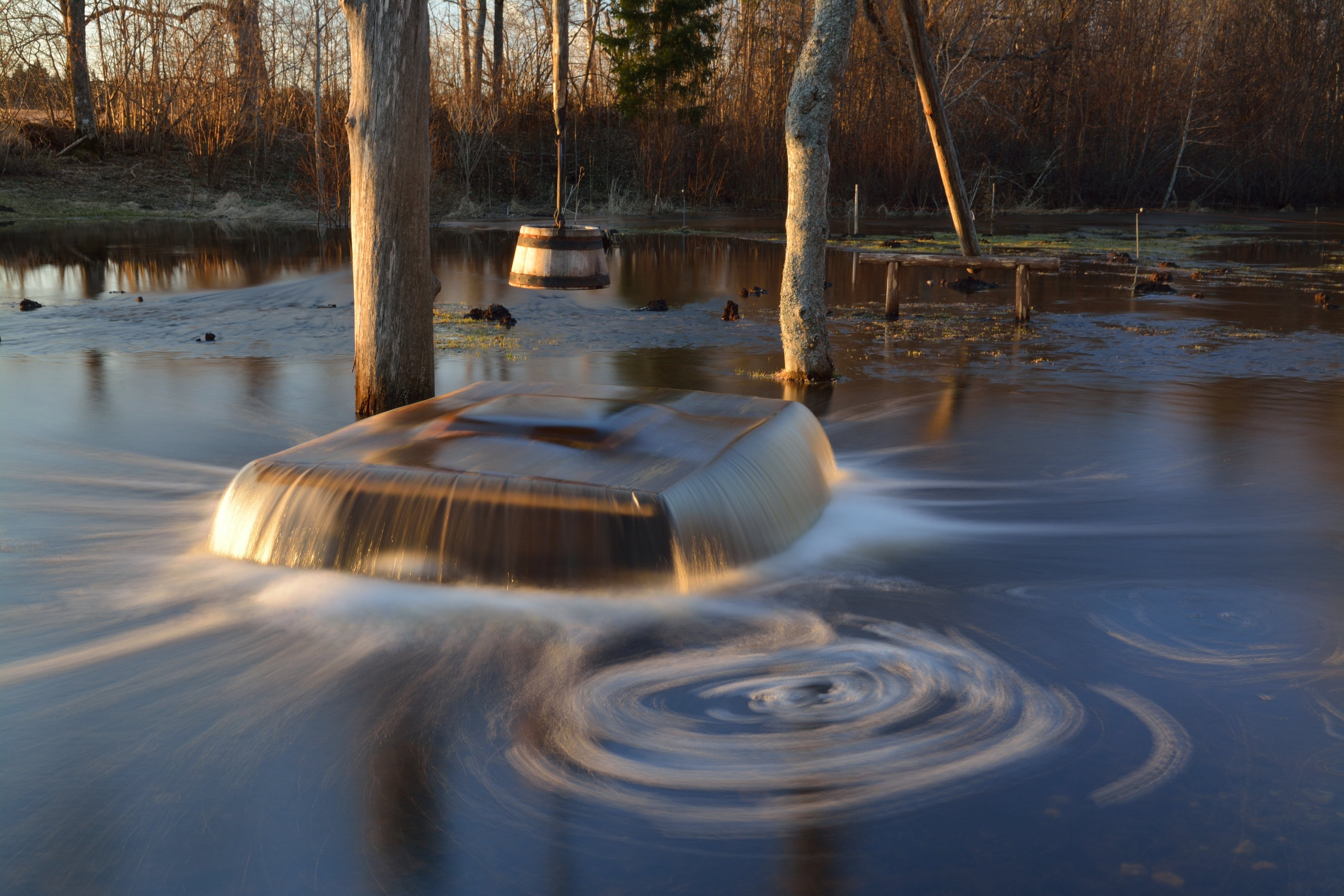
in 2013.
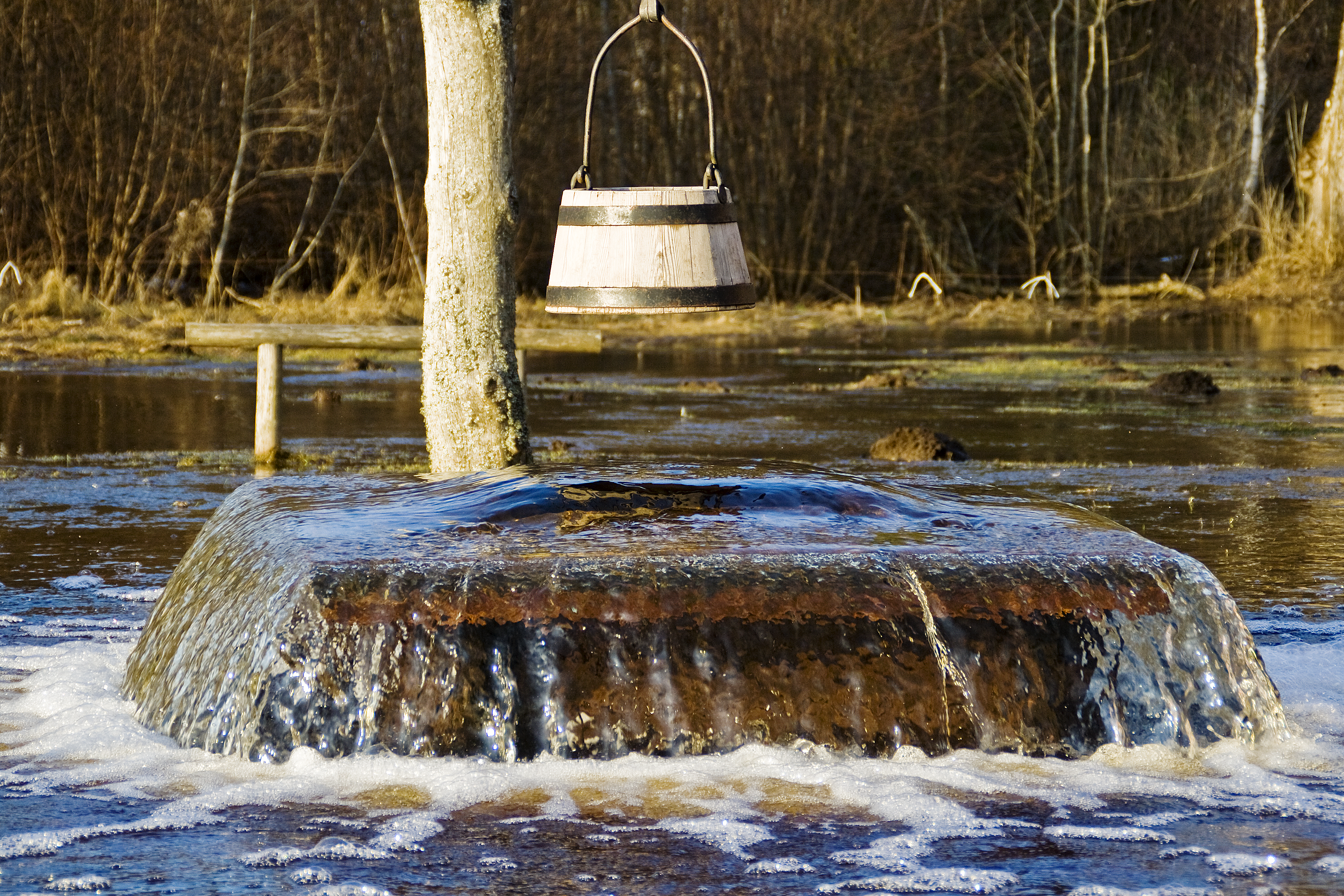
Heksenbron van Tuhala
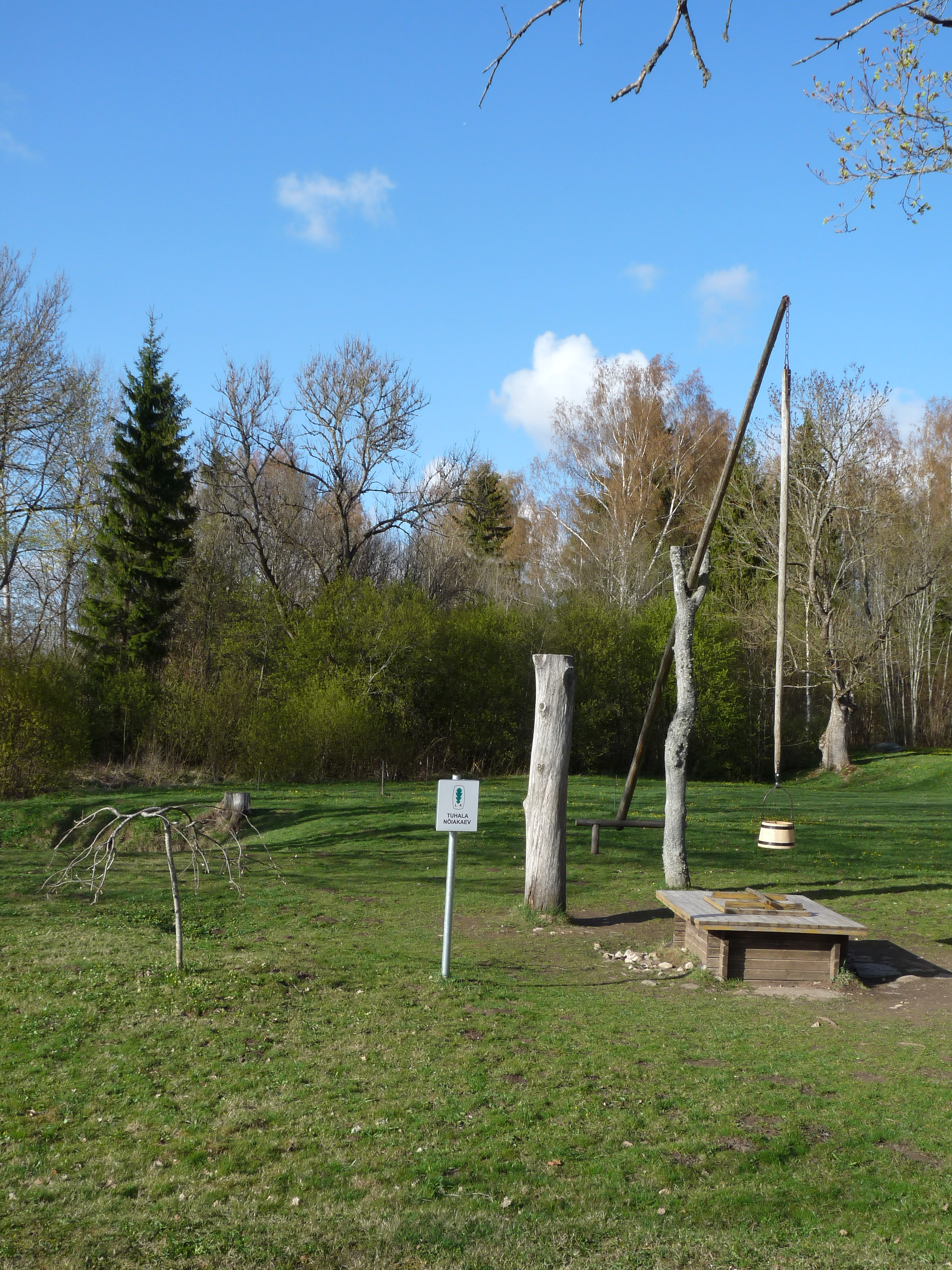
De heksenbron aan het einde van de lente, wanneer hij gebruikelijk droog staat.
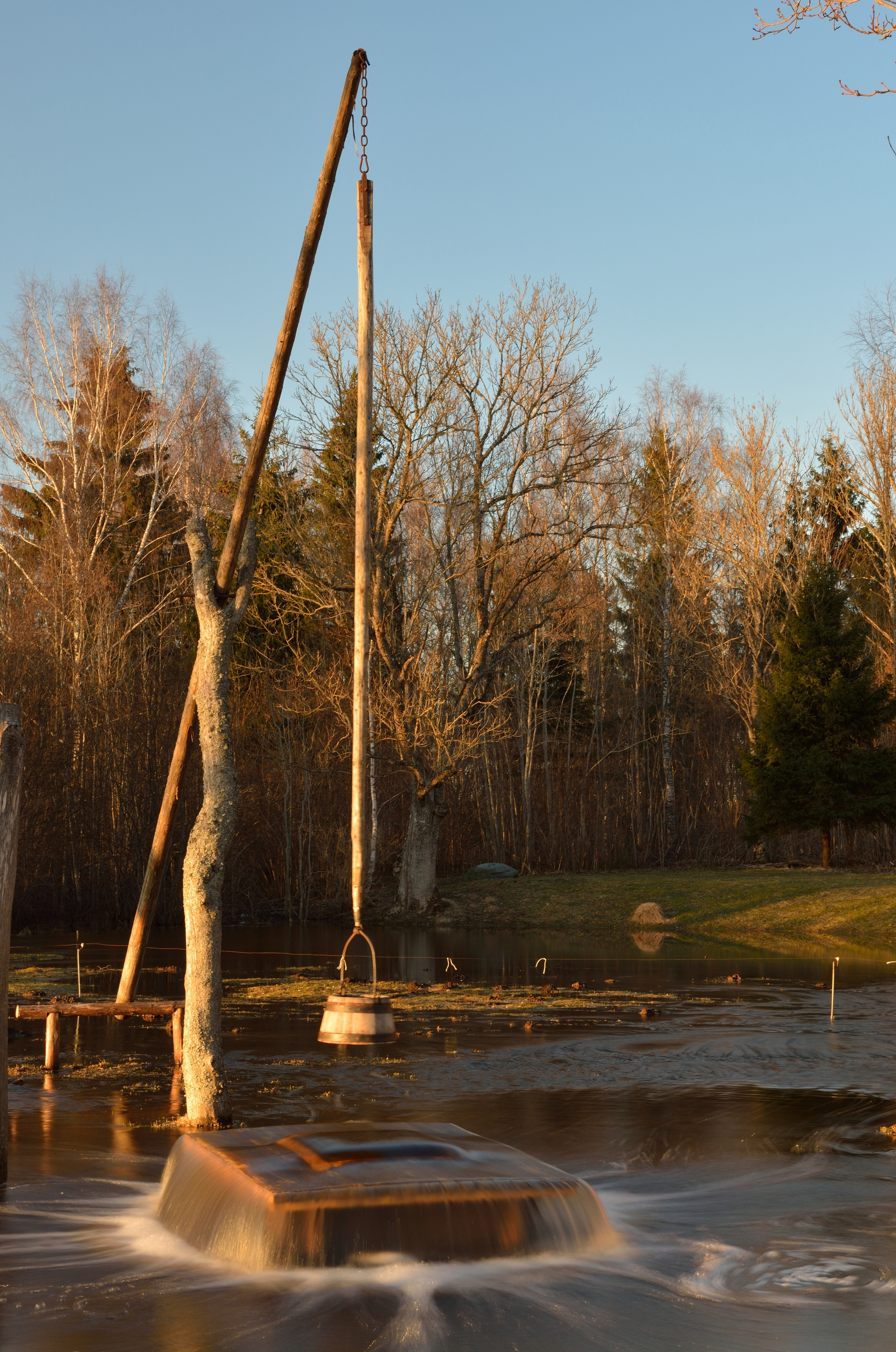
Heksenbron van Tuhala